# Christian Hertz
Christian Hertz (21. marts 1765 ved Vordingborg – juni 1810 i Roskilde) var en dansk forfatter, bror til J.M. Hertz.
Hertz udgav som student under pseudonymet Jeppe Jeppesen et satirisk heltedigt, Rejsen til Helicon (1782), og påbegyndte også udgivelsen af et hefteskrift, "Det muntre Bibliotek for begge Køn". Støttet til en familietradition har man i senere tid fra flere sider villet hævde, at Hertz også skulde være forfatter til lystspillet Gulddaasen, som hvis forfatter O. Chr. Olufsen ellers angives. En vis sandsynlighed taler for, at både Hertz' og Olufsens arbejder er bearbejdelser af samme fremmede muligvis engelske original. Men så længe denne ikke kan påvises og man ikke ejer Hertz' manuskript, må sagen stå hen i det uvisse.